# گورنگا شاتورنگا
گورنگا شاتورنگا (به صربی: Gornja Šatornja) یک منطقهٔ مسکونی در صربستان است که در توپولا واقع شده‌است. گورنگا شاتورنگا ۵۵۸ نفر جمعیت دارد.